# Château de Villers-la-Faye
Le château de Villers-la-Faye est un château XVIe siècle situé à Villers-la-Faye (Côte-dOr) en Bourgogne-Franche-Comté.

## Localisation
La maison forte de Villers-la-Faye se dresse au sud-est du village, sur la butte du mont Saint-Victor.

## Historique
Le 10 mai 1370, Etienne de Villers de la maison de Villers-la-Faye. Le 5 juin 1546, Jean de Damas, seigneur de Marey et de Villers vend une partie de sa seigneurie à Sébastien de Villers, seigneur de Magny et de Villers en partie. Par cet acte, il apparaît qu'il y a procès au bailliage de Dijon entre Jean de Damas et les officiers du roi, au sujet du fief de la maison forte et château de Villers[réf. souhaitée].
Le 27 février 1594, le sieur de Vaulsey, exclu de Saint-Jean-de-Losne avec ses gens, tente d'investir la maison de Villers. Entre 1617-1625, construction d'une muraille autour du château, couverture de la lanterne de la cour carrée, réparation de la grange et reconstruction du pont-levis. La chapelle Saint-Rémy est fondée par François de Villers et Jaqueline de Pontailler en 1630. La tour au Guépet - ou de la Tournelle - est détruite. En 1869 Joanne ne signale plus que les ruines d'un château du XVe siècle[réf. souhaitée].

## Architecture

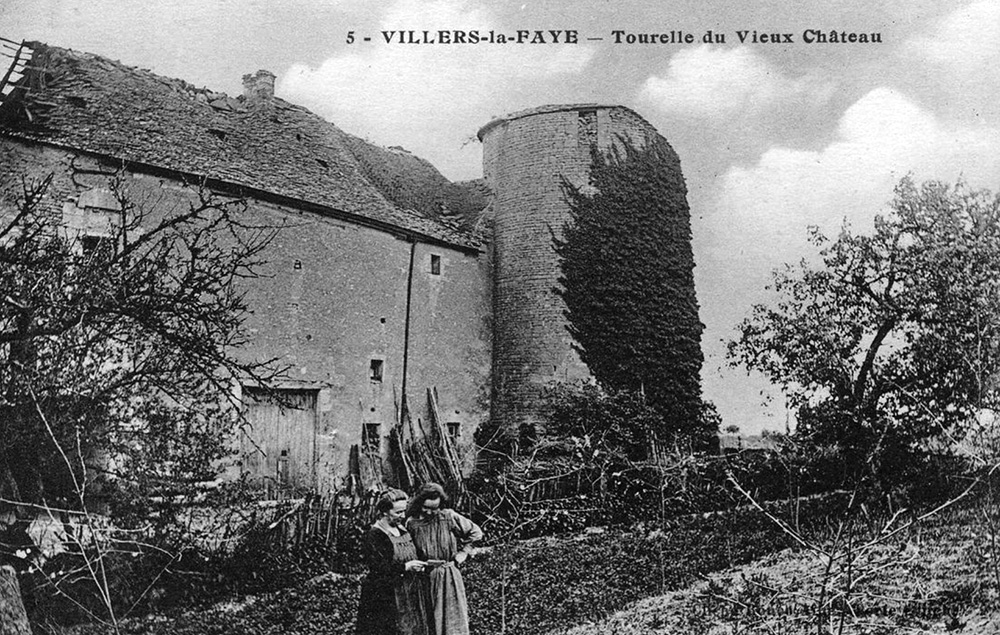
Une tour du château

Reliée au village et à la route par une chaussée le long de laquelle s'est développé un petit hameau issu du développement de la basse-cour, la maison forte est composée de bâtiments autour d'une cour carrée. Face au village le porche d'entrée n'a pas gardé de trace de pont-levis, mais reste surplombé par les corbeaux d'une bretèche. À sa gauche un bâtiment à un étage carré est ouvert vers l'est de deux croisées et d'une archère-canonnière. L'angle sud-ouest est muni d'une puissante tour ronde dont les fenêtres de tir dominent l'ensemble du bâtiment. L'angle nord-ouest était muni d'une tour ronde de dix mètres de diamètre, encore présente au cadastre de 1827, aujourd’hui disparue. Une tour-porche, au nord-est de la maison forte, permettait de passer de la route à la basse-cour. La petite cour carrée présente au sud une galerie de colombage sur portique à piliers de pierre, et à l'est un corps de logis agrémenté de deux portes à accolades, deux croisées à linteau droit, un puits, et une grande niche protégeant une statue. L'ensemble du bâtiment est entouré de larges terrasses, jadis creusées de fossés[réf. souhaitée]. 
Les façades et les toitures, la galerie en bois et le puits sont inscrits aux monuments historiques par arrêté du 30 décembre 1925.